# Чемпионат мира по шоссейным велогонкам 1956
29-й чемпионат мира по шоссейному велоспорту проходил в датском городе Копенгаген с 25 по 26 августа 1956 года. Он стал пятым на территории Дании и в Копенгагене.
В рамках чемпионата были проведены шоссейные групповые гонки среди мужчин у любителей и профессионалов.

## Призёры
| Велогонка                      | Золото                       | Серебро                        | Бронза                     |
| ------------------------------ | ---------------------------- | ------------------------------ | -------------------------- |
| Мужчины                        |                              |                                |                            |
| Групповая гонка. Профессионалы | Рик Ван Стенберген · Бельгия | Рик ван Лой · Бельгия          | Геррит Схюлте · Нидерланды |
| Групповая гонка. Любители      | Франс Ман · Нидерланды       | Норберт Вераугстрате · Бельгия | Ян Бёйс · Нидерланды       |

## Медальный зачёт
*   Принимающая страна (Дания)
| Место          | Страна         | Золото | Серебро | Бронза | Всего |
| -------------- | -------------- | ------ | ------- | ------ | ----- |
| 1              | Бельгия        | 1      | 2       | 0      | 3     |
| 2              | Нидерланды     | 1      | 0       | 2      | 3     |
| Всего стран: 2 | Всего стран: 2 | 2      | 2       | 2      | 6     |

## Галерея
- Финиш гонки среди любителей
- Чемпион среди любителей Франс Ман
- Маршрут круга для групповых гонок